# Thamnophis errans
Espèce
Synonymes
- Thamnophis ordinoides errans Smith, 1942
- Thamnophis elegans errans Smith, 1942

Statut de conservation UICN

 LC  : Préoccupation mineure
Thamnophis errans est une espèce de serpents de la famille des Natricidae. 

## Répartition
Cette espèce est endémique du Mexique. Elle se rencontre au Chihuahua et au Durango.

## Publication originale
- Smith, 1942 : The synonymy of the garter snakes (Thamnophis), with notes on Mexican and Central American species. Zoologica, vol. 27, no 17, p. 97–123.